# Hyptis suaveolens
La planta de Chan (nombre científico Hyptis suaveolens (L.) Poit.) es una planta muy conocida en la región de América Latina, perteneciente a la familia de las labiadas. En la región de Caracas se la llama mastranzo, mastranto o mentastro de sabana, y en Cuba, orégano cimarrón.

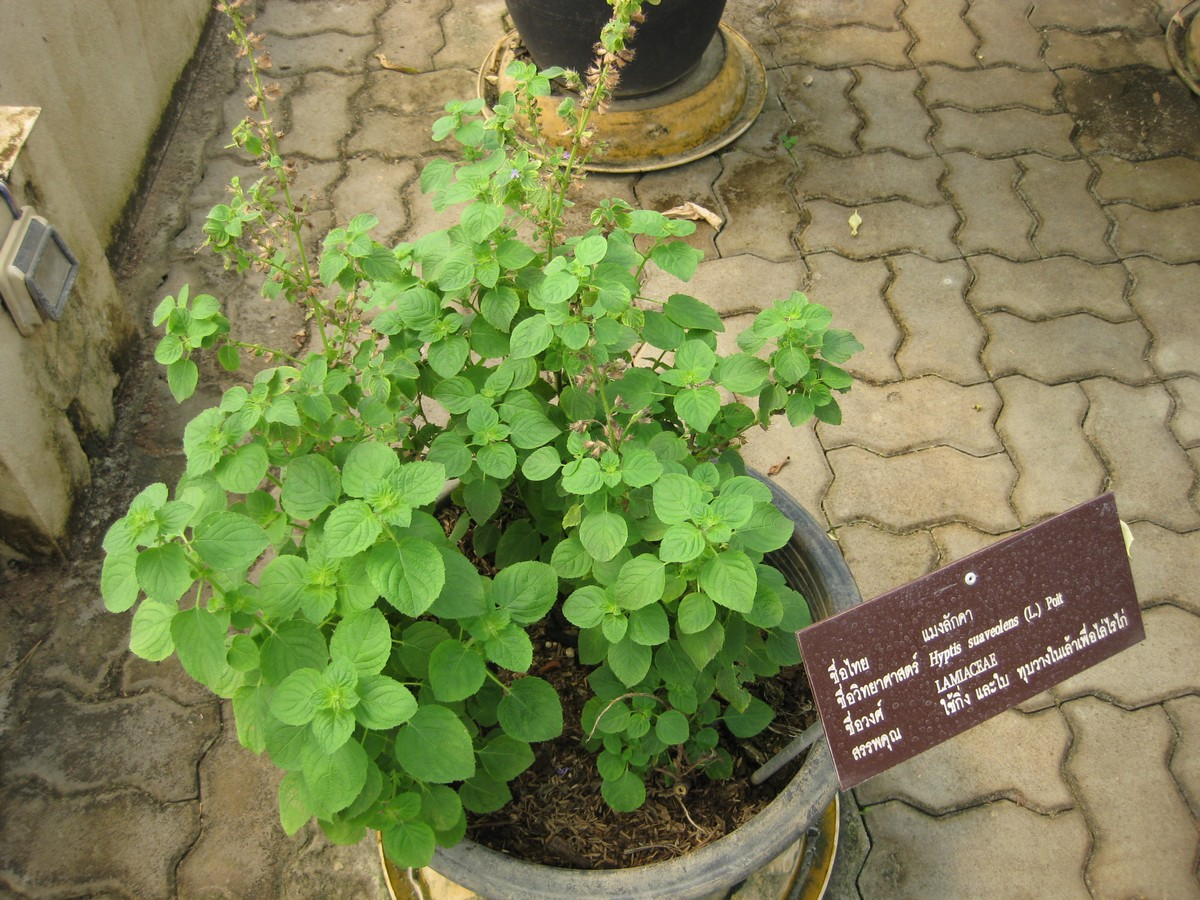
Vista de la planta

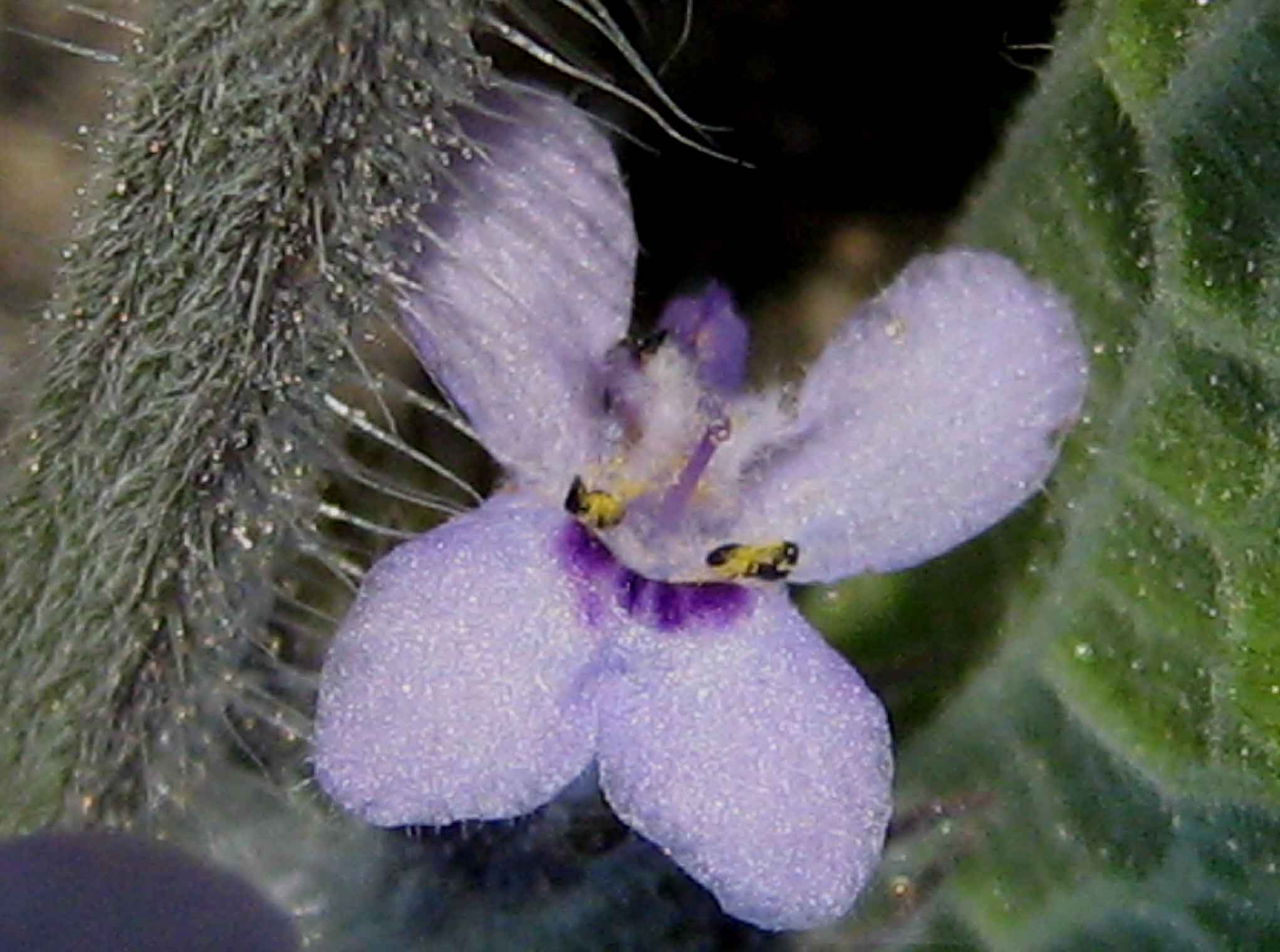
Flor

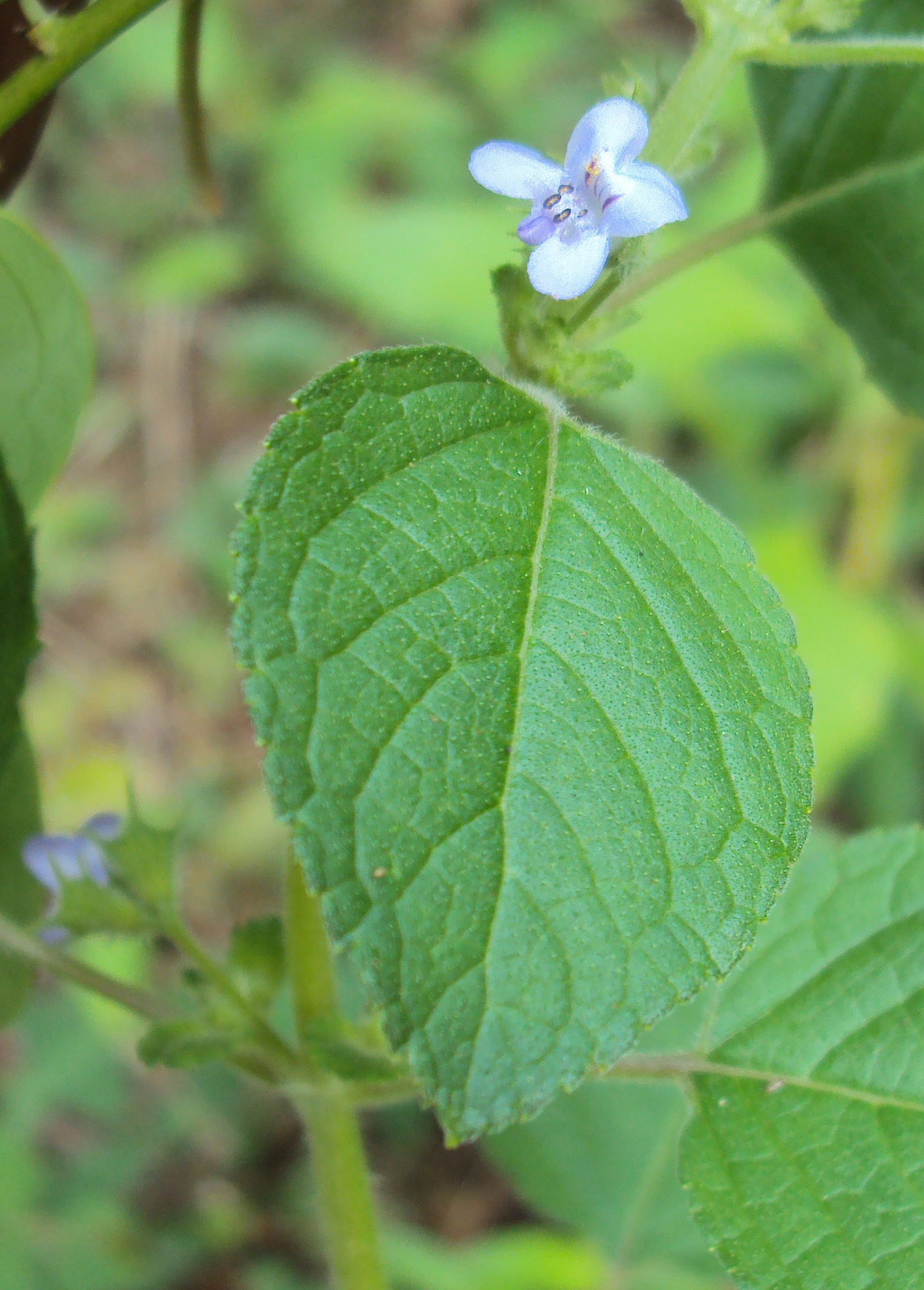
Hoja

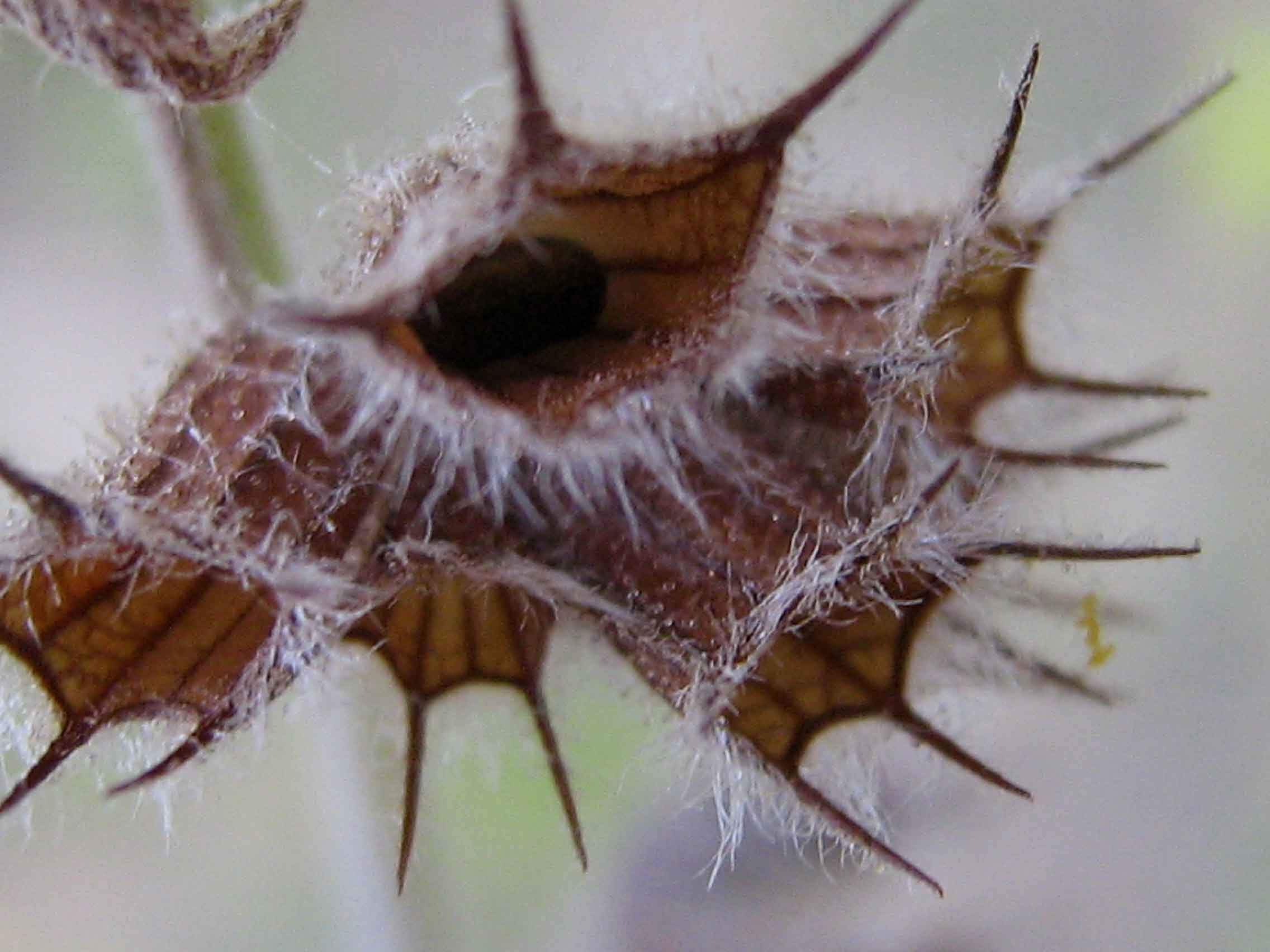
Fruto

## Descripción
Tiene una altura de 2 metros aproximadamente, es ramificada, de tallos pilíferos blancos y largos, sus flores son de color púrpura o blancas, las hojas son ovaladas, puntiagudas y arrugadas. Es originaria de América, de clima cálido o semicálido. Es un seudocereal.

### Historia
Era muy utilizada en la época prehispánica, pero su uso se vio limitado ya que los españoles relacionaban su uso con ritos paganos, en la actualidad costumbristas y pueblos rurales aún utilizan la semilla, la mencionan en cuentos y canciones. 

### Usos
Se utilizaba, y aún se hace, como tratamiento para la diarrea, es muy común también su preparación como refresco, dejando remojar las semillas por dos horas y luego refrigerando la mezcla, algunas personas agregan limón u otro cítrico para lograr un mejor sabor.
Algunos estudios lograron determinar que funciona como insecticida, tomando sus hojas secas y sus semillas para hacerlas un polvo y esparcirlas entre los granos que se desean conservar.

## Taxonomía
Hyptis suaveolens  fue descrita por (Linneo) Poit. y publicado en Annales du Museúm d'Histoire Naturelle 7: 472, pl. 29, f. 2, en el año 1806.
Etimología
Hyptis: nombre genérico que deriva de las palabras griegas: 
huptios para "vuelto", por la posición del labio inferior de la flor.
suevolens: epíteto latíno que significa "dulcemente perfumada".
Sinonimia
- Ballota suaveolens L.
- Bystropogon graveolens Blume
- Bystropogon suaveolens (L.) L'Hér.
- Gnoteris cordata Raf.
- Gnoteris villosa Raf.
- Hyptis congesta Leonard
- Hyptis ebracteata R.Br.
- Hyptis graveolens Schrank
- Hyptis plumieri Poit.
- Marrubium indicum Blanco
- Mesosphaerum suaveolens (L.) Kuntze
- Schaueria graveolens (Blume) Hassk.
- Schaueria suaveolens (L.) Hassk.[6]